# Both Directions at Once
Both Directions at Once – album studyjny amerykańskiego saksofonisty jazzowego Johna Coltrane’a, nagrany 6 marca 1963 r. prawdopodobnie jako materiał roboczy i wydany 29 czerwca 2018 r. przez Impulse! Records. Aż do 1996 r. nagranie znajdowało się w posiadaniu byłej żony muzyka, Juanity Grubbs.